# 표본화 정리
표본화 정리(標本化定理, 영어: sampling theorem) 또는 나이퀴스트-섀넌 표본화 정리(영어: Nyquist-Shannon sampling theorem)는 원거리 통신과 신호 처리를 다루는 정보이론의 기본이 되는 원리이다.

## 정의
표본화는 연속인 신호를 순열로 전환하는 것이다. 요약하면 표본화 정리는 다음과 같이 말할 수 있다.
"만약 신호가 대역제한(bandlimited)신호이고, 표본화 주파수가 신호의 대역의 두 배 초과라면 표본으로부터 연속 시간 기저 대역 신호를 완전히 재구성할 수 있다."
표본화 주파수가 두 배보다 작을 경우, 부족분 만큼 고주파 성분끼리의 간섭이 일어나며, 이것을 에일리어싱이라고 한다. 복잡한 무늬에서 동심원 모양으로 간섭이 일어나는 경우나, 경계선이 흐릿하게 뭉개지는 경우가 이에 해당한다.

## 역사
해리 나이퀴스트와 클로드 섀넌의 이름을 땄다.